# Базалеев, Александр Петрович
Александр Петрович Базалеев (род. 3 ноября 1919 года, в Саратове — умер 22 января 1979 года) — токарь завода № 205 Саратовского совета народного хозяйства. Герой Социалистического Труда (17.06.1961).

## Биография
3 ноября 1919 года в городе Саратове родился Александр Базалеев. С 1940 по 1946 проходил службу в рядах Красной Армии. Участник Великой Отечественной войны, защитник Сталинграда. В 1942 году — механик 2-й авиационной эскадрильи 237-го истребительного полка 2-й гвардейской истребительной авиационной дивизии Донского фронта. В 1945 году — старший механик 54-го гвардейского авиационного полка 1-й гвардейской авиационной истребительной дивизии.
После демобилизации в 1947 году возвращается в Саратов и трудоустраивается на завод № 205, токарем. С июля 1951 года этот завод (позже завод «Корпус») начинает выпуск деталей для космической отрасли.
Указом от 17 июня 1961 года (под грифом «совершенно секретно») за выдающиеся заслуги в создание образцов ракетной техники Александр Базалеев был удостоен звания Герой Социалистического Труда с вручением Ордена Ленина и золотой медали «Серп и Молот».
До последнего дня своей жизни трудился на заводе токарем. Завод «Корпус» продолжал заниматься производством приборов высокой точности для космических кораблей «Союз», «Прогресс» и станции «Мир».
Проживал в Саратове. Умер 22 января 1979 года. Похоронен на Елшанском кладбище города Саратова.

## Награды
Имеет следующие награды, за трудовые и боевые успехи:
- Герой Социалистического Труда (26.04.1971);
- Орден Ленина (29.07.1966);
- Орден Красной Звезды (26.04.1971);
- Медаль «За боевые заслуги» (06.12.1957);
- Медаль «За оборону Сталинграда» (11.03.1985).

В 1951 и 1971 годах был занесён в книгу Почёта завода.